# Psalm 131

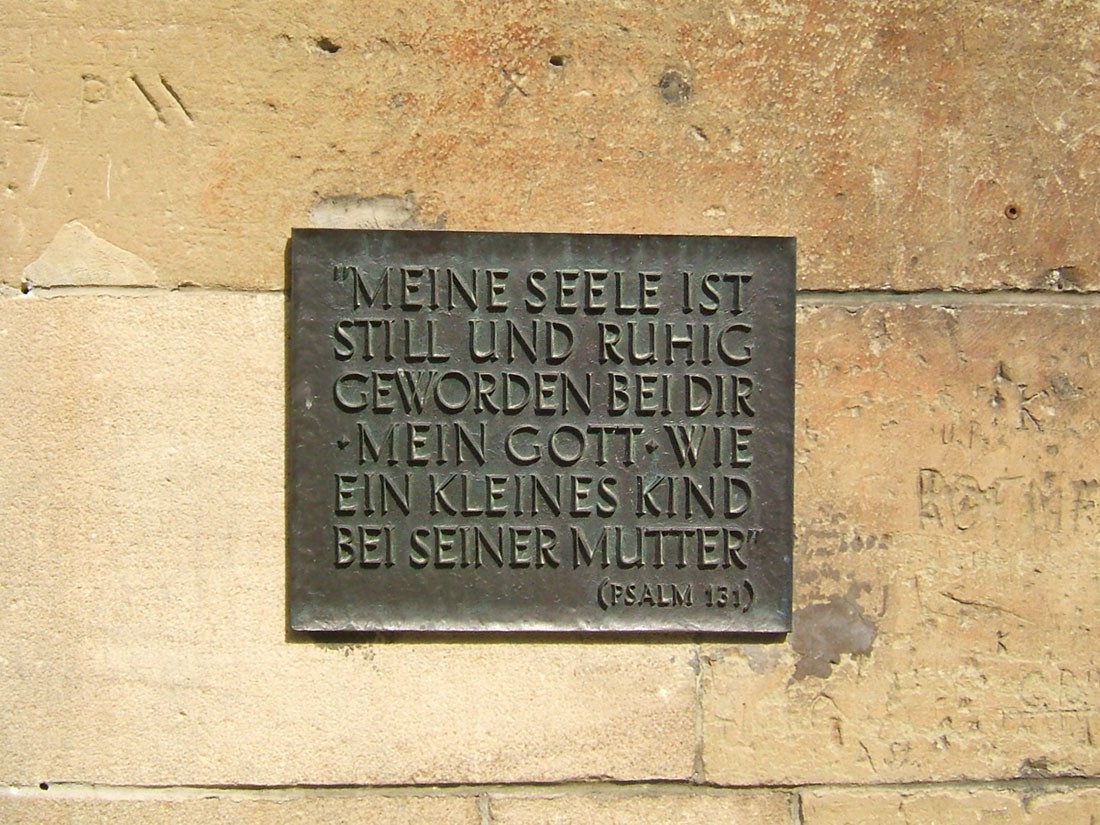
Psalm 131 (Schorndorf)

Psalm 131 is een psalm uit Psalmen in de Hebreeuwse Bijbel (in de Griekse Septuagint en de Latijnse Vulgaat Psalm 130). De psalm wordt toegeschreven aan koning David. Het is een van de bedevaartspsalmen.

## Populaire cultuur
De Twentse vertaling van deze psalm, van de hand van Anne van der Meiden, speelt een belangrijke rol in de theatershow Na de Pauze van Herman Finkers.
1 · 2 · 3 · 4 · 5 · 6 · 7 · 8 · 9 · 10 · 11 · 12 · 13 · 14 · 15 · 16 · 17 · 18 · 19 · 20 · 21 · 22 · 23 · 24 · 25 · 26 · 27 · 28 · 29 · 30 · 31 · 32 · 33 · 34 · 35 · 36 · 37 · 38 · 39 · 40 · 41 · 42 · 43 · 44 · 45 · 46 · 47 · 48 · 49 · 50 · 51 · 52 · 53 · 54 · 55 · 56 · 57 · 58 · 59 · 60 · 61 · 62 · 63 · 64 · 65 · 66 · 67 · 68 · 69 · 70 · 71 · 72 · 73 · 74 · 75 · 76 · 77 · 78 · 79 · 80 · 81 · 82 · 83 · 84 · 85 · 86 · 87 · 88 · 89 · 90 · 91 · 92 · 93 · 94 · 95 · 96 · 97 · 98 · 99 · 100 · 101 · 102 · 103 · 104 · 105 · 106 · 107 · 108 · 109 · 110 · 111 · 112 · 113 · 114 · 115 · 116 · 117 · 118 · 119 · 120 · 121 · 122 · 123 · 124 · 125 · 126 · 127 · 128 · 129 · 130 · 131 · 132 · 133 · 134 · 135 · 136 · 137 · 138 · 139 · 140 · 141 · 142 · 143 · 144 · 145 · 146 · 147 · 148 · 149 · 150 · 151